# Перо маркиза де Сада
«Перо́ марки́за де Са́да» (англ. Quills) — историческая драма 2000 года по мотивам пьесы Дага Райта о последних годах жизни маркиза де Сада, проведенных в психиатрической лечебнице Шарантон. Три номинации на премию «Оскар».

## Сюжет
Пережив Великую французскую революцию и избежав казни на гильотине, маркиз де Сад из-за своего непристойного поведения помещен в психиатрическую клинику Шарантон. В отличие от других пациентов, маркиз не обделён. Его комната мебелирована, украшена гобеленами и предметами искусства, а также он получает лучшую еду и вино каждый день. 
Единственными близкими ему людьми становятся аббат дю Кольмьер и прачка Мадлен. Аббат тайно влюблен в Мадлен, но сан и воспитание не позволяют ему сделать к ней первый шаг, даже несмотря на подначивание со стороны маркиза. Мадлен же чувствует влечение аббата к себе, но тратит больше времени на общение с маркизом, которого уважает как писателя и вдохновлена его творчеством. Однако она делает ему резкие замечания, когда маркиз всячески пытается её домогаться, мотивируя это тем, что она не одна из его персонажей. Несмотря на это, Мадлен помогает Маркизу передавать его произведения в редакцию, которые тот продолжает тайком писать. Когда его новая книга «Жюстина, или несчастья добродетели» доходит до самого Наполеона, тот под давлением своих министров, дабы усмирить Маркиза, а не казнить его, решает послать в Шарантон «светило науки» доктора Ройе-Коллара, методы которого на деле являются обычной средневековой инквизиционной пыткой.
Когда доктор прибывает в Шарантон, то сразу же ставит условие дю Кольмьеру, который до этого даже и не подозревал, что маркиз пишет для публикации, – либо де Сад прекращает писать, либо клиника будет закрыта. Аббат, у которого с маркизом сложились хорошие приятельские отношения, просит прекратить писать, и де Сад обещает, что больше не будет. Однако спусковым крючком становится история, которая произошла на следующий же день. Доктор прибывает в монастырь, где забирает шестнадцатилетнюю девушку Симону, которая была обещана ему в жены. Этой же ночью, как с законной супругой, доктор делит с ней ложе, жестоко насилуя. Эта история быстро доходит до лечебницы, и маркиз решает переписать сценарий пьесы, подготовленной специально к приезду доктора. Вечером пошлая пьеса, высмеивающая доктора, с триумфом срывает аплодисменты, также насмешив саму Симону. Однако взбешенный Ройое-Коллар закрывает театр. Аббат забирает все перья у маркиза, поскольку тот нарушил договор.  Однако предприимчивый маркиз находит способ, как написать новую главу. Он отломал от жареной грудки кусок кости и, макая ее в вино, всю ночь писал на простынях. Днем, восхищенная от выходки маркиза, Мадлен, переписывая текст с простыней на бумаги, забыла предупредить свою слепую мать, и та постирала белье в общем чане, закрасив вином все другие простыни. Тайна маркиза была раскрыта, и аббат, под давлением доктора, выносит всю мебель и вещи маркиза из его палаты, оставляя его среди голых стен. Однако и здесь упрямый маркиз находит новый способ написать новую главу своей книги. Он прокалывает себе палец и кровью расписывает полностью свою одежду. Зашедшую к маркизу в палату Мадлен застает одна из прачек и поднимает тревогу. Сам же Маркиз сбегает из палаты и устраивает легкий бунт, после которого доктор приказывает высечь Мадлен, а аббату приходится на этот раз забрать у Маркиза всю одежду, оставляя его совершенно голым и не давая ему никакой возможности писать далее.
В это же время Симона, привыкшая все в жизни изучать по книгам, тайно от доктора покупает одну из книг Маркиза и маскирует её под «Сборник поэзии для девушек». С каждым новым днем она все больше и больше погружается в эротическое чтиво, а затем привлекает к себе внимание молодого архитектора, которого доктор нанял для ремонта особняка в Шарантоне, который выделил ему Император. В конечном итоге Симона соблазняет архитектора, и они вдвоем сбегают из страны, оставив Ройе-Коллару полностью отремонтированный особняк и «тот самый» сборник поэзии, который Симона читала каждую ночь перед сном. Взбешенный доктор решает отыграться на маркизе. Вначале он применяет на нем «методы лечения», а затем приказывает поместить его под круглосуточное наблюдение. Теперь Мадлен может передавать маркизу только еду, поскольку перед дверью круглые сутки дежурит охрана. Однако и здесь маркиз находит способ, как написать новую главу. 
Вечером Мадлен приходит в прачечную, как велел маркиз, и начинает ждать. Сам же Маркиз наговаривает свой новый рассказ через щель в стене пациенту в соседней палате. Тот передает её другому, и так далее через каждого пациента. До Мадлен в конечном итоге доходят уже совершенно другие тексты. В конце концов один из пациентов Дофин-пироман от услышанного слова «огонь» впадает в ступор, а затем поджигает свою палату. Когда же охранники его выпускают, то Дофин начинает поджигать всю клинику. Начинается паника.  Пытавшаяся спастись Мадлен внезапно попадает в руки сексуально озабоченного пациента Бушона, ранее к ней пристававшего и возбужденного от услышанных речей Маркиза. Доктор слышит крики Мадлен, однако ей не помогает. Аббат же приходит на помощь слишком поздно. Бушон убивает Мадлен.
Доктор убеждает аббата, что этого всего не произошло бы, если маркиз был укрощен сразу же. И аббат говорит, что укротит его. Маркиза помещают в самые глубокие подвалы больницы, где содержатся безнадежные больные. Маркиза держат в глубокой каменной яме на цепи, как собаку. Во время последней дискуссии маркиз говорит, что пользовался Мадлен каждый раз, когда она приходила к нему. Однако аббат говорит, что Мадлен умерла девственницей и ему не удалось её совратить. Внезапно Маркиз начинает рыдать. Аббат понимает, что маркиз такой же человек с чувствами, как и все. Маска сорвана, но аббат не отступает от задуманного. Этим же вечером маркизу отрезают язык.
Ночью Аббату снится кошмар, после которого охранник зовет его в подвал. Маркиз снова нашел способ. Он исписал все стены своими фекалиями и теперь лежал при смерти от перенесенных физических и моральных травм. Аббат хочет его исповедовать и, поднеся к губам Маркиза крест, просит его поцеловать. Однако Маркиз берет крест в рот, проглатывает его и давится. 
Год спустя в Шарантон приезжает новый аббат, который к своему ужасу узнает, что в Шарантоне теперь есть типография, которая печатает произведения Маркиза. Дю Кольмьер же теперь один из пациентов, который не смог перенести потери Мадлен и маркиза. Он находится в бывшей палате Маркиза, и ему запрещено писать. В последней сцене мать Мадлен тайно приносит аббату перья, бумагу и чернильницу, мотивируя дю Кольмьера, что он обязан написать о случившемся, поскольку обязан Мадлен.
Лишившись свободы, сана и моральных ограничений, аббат понял, что теперь он, наконец-то, по-настоящему свободен, и начинает писать.

## В ролях
| Актёр         | Роль               |
| ------------- | ------------------ |
| Джеффри Раш   | Маркиз де Сад      |
| Кейт Уинслет  | Мадлен Леклер      |
| Хоакин Феникс | Аббат дю Кольмьер  |
| Майкл Кейн    | Доктор Ройе-Коллар |
| Амелия Уорнер | Симона             |

## Награды и номинации
Перечислены основные награды и номинации. Полный список см. на IMDb.com

### Награды
- Премия «Золотой спутник»
  - Лучшая мужская роль — Джеффри Раш
  - Лучший сценарий — Даг Райт

### Номинации
- 2001 Премия «Оскар»

Кейт Уинслет в роли Мадлен Леклер

  - Лучшая мужская роль — Джеффри Раш
  - Лучший дизайн костюмов — Жаклин Вест
  - Лучшая работа художника-постановщика и декоратора
- 2001 Премия BAFTA
  - Лучшая мужская роль — Джеффри Раш
  - Лучший дизайн костюмов — Жаклин Вест
  - Лучший грим — Питер Кинг, Нуала Конвей
- 2001 Премия Гильдии киноактеров
  - Лучшая мужская роль — Джеффри Раш
  - Лучшая женская роль второго плана — Кейт Уинслет
- 2001 Премия журнала Empire
  - Лучшая женская роль — Кейт Уинслет
- 2001 Премия «Золотой глобус»
  - Лучшая мужская роль — Джеффри Раш
  - Лучший сценарий — Даг Райт
- 2001 Премия Общества кинокритиков Лондона
  - Лучшая британская актриса — Кейт Уинслет
  - Лучший британский актер второго плана — Майкл Кейн
  - Лучший режиссёр — Филип Кауфман
- 2000 Премия Общества кинокритиков Лас-Вегаса
  - Лучший фильм
  - Лучший дизайн костюмов — Жаклин Вест
  - Лучший сценарий — Даг Райт
  - Лучшая мужская роль второго плана — Хоакин Феникс
  - Лучшая женская роль второго плана — Кейт Уинслет

## Отзывы
На сайте-агрегаторе Rotten Tomatoes картина имеет рейтинг 75% на основании 126 критических отзывов. На сайте Metacritic рейтинг фильма составляет 70 из 100 на основании 31 отзыва.